# Левцово (аэропорт)
Левцово — аэропорт в Ярославском районе Ярославской области в 10 километрах к северо-востоку от Ярославля. В настоящее время регулярных рейсов не осуществляется. Используется для авиации общего назначения и проведения культурно-массовых мероприятий (с 2010 года по 2022 ежегодно летом на аэродроме проводился музыкальный фестиваль Доброфест).
В 2025 был снесен по решению государства

## История
Строительство началось в 1970-х годах. С 1971 по 1972 год было начато строительство взлетно-посадочной полосы. Возобновление её строительства пришлось на 1977 год. Аэропорт начал работу в 1980 году. В него перебазировался c аэродрома Дядьково Ярославский объединённый авиаотряд Управления гражданской авиации центральных районов. В 1983 году была построена ВПП из металлических плит. В 1988-1990 годах местные органы власти за свой счёт построили бетонную ВПП и служебные здания, однако, в связи с перестройкой, дальнейшее развитие аэропорта прекратилось.

## Маршрутная сеть по состоянию на 1985-1986 гг.[2][3]
До 1991 года из Левцово выполнялись рейсы в населённые пункты Ярославской области и крупные города соседних областей самолётами Ан-2. Основными межобластными направлениями были: Иваново, Владимир, Муром, Горький, Вологда.
- Иваново
- Владимир
- Вологда
- Череповец
- Горький
- Муром
- Брейтово
- Кукобой
- Любим
- Пошехонье-Володарск
- Закобякино
- Бухалово
- Владычное
- Воскресенское
- Захарино
- Искробол
- Исаково
- Караганово
- Карповское
- Меньково
- Никола-Ухтома
- Остров
- Покров-Рогули
- Филимоново
- Филиппово
- Зинкино
- Борок